# Ajn al-Bajda (Damaszek)
Ajn al-Bajda – wieś w Syrii, w muhafazie Damaszek. W 2004 roku liczyła 1252 mieszkańców.